# ヴィエルコポルスカ蜂起 (1794年)
1794年のヴィエルコポルスカ蜂起 (ポーランド語: Powstanie Wielkopolskie 1794 roku) は、1793年の第二次ポーランド分割でプロイセン王国に併合されたヴィエルコポルスカ（大ポーランド）のポーランド人が起こした反乱。コシチュシュコの蜂起と連携してポーランドの復興を目指したが、失敗に終わった。

## 勃発

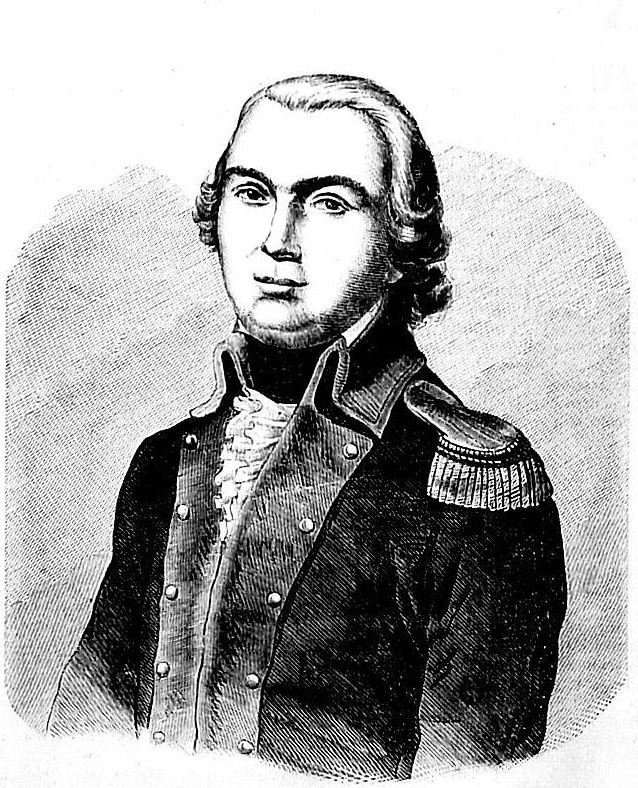
反乱の指導者ユゼフ・ニェモイェフスキ

1794年3月に中央ポーランドで発生したコシチュシュコの蜂起の影響で、プロイセン領ポーランドのポーランド人はプロイセン王国の支配を跳ね返そうと集結して反乱を起こした。当初、ロシアと戦っていたコシチュシュコは、二正面戦線となることを恐れてヴィエルコポルスカの反乱軍を支援しなかった。当時、ポーランドは名目上プロイセンと対ロシア同盟を結んでいたためである。その結果、ヴィエルコポルスカで計画された暴動はそのほとんどが実行に移る前に潰れた。しかし1794年4月にラツワヴィツェの戦い（波: bitwa pod Racławicami）でコシチュシュコがロシア軍に勝利し、これを危険視したプロイセンが6月にロシアと組んで反乱鎮圧側に回ったことで状況が変わった。コシチュシュコの最高国民評議会は「ヴィエルコポルスカの市民へ」と題した宣言を出し、ヴィエルコポルスカのポーランド人に武装蜂起を呼び掛けた。

## 反乱の推移
ヴィエルコポルスカの反乱軍はクヤヴィ地方（波: Kujawy）を拠点とし、一応ユゼフ・ニェモイェフスキ（Józef Niemojewski）が最高司令官となったが、実際には各地の部隊が各個独自行動をとっていた。反乱軍は8月20日に初めてプロイセン軍と衝突し、8月22日にはグニェズノを占領した。その直後、パヴェウ・スクジェフスキ（Paweł Skórzewski）率いる一軍がコニン（Konin）周辺を制圧した。この結果、プロイセン王フリードリヒ・ヴィルヘルム2世は、一時ワルシャワを包囲していた軍を撤退させざるを得なくなった。
またヤン・ヘンリク・ドンブロフスキ率いる一軍は10月2日にブィドゴシュチュを占領し、ポンメルン全土をほとんど抵抗を受けずに制圧した。ドンブロフスキはブィドゴシュチュで冬を越してからトルンに移動しようと考えていたが、マチェヨヴィツェの戦い（波: bitwa pod Maciejowicami）でコシチュシュコが敗れ捕らえられたことを知ると、ヴィエルコポルスカを離れて中央ポーランドの戦線に加わった。機動力で優れるドンブロフスキ軍は鈍重なプロイセン軍を巧みにかわして包囲されずに済んだが、それまで彼が挙げてきた成果は僅か数か月でプロイセン軍に覆された。

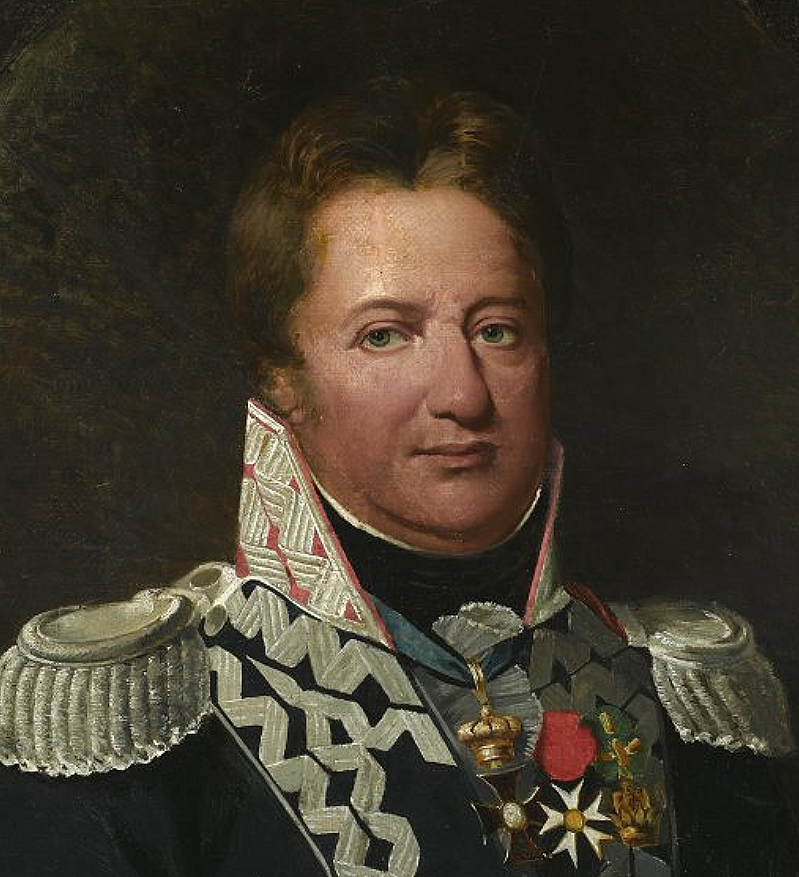
ヤン・ヘンリク・ドンブロフスキ

ドンブロフスキはコシチュシュコの後継者トマシュ・ヴァヴジェツキ（Tomasz Wawrzecki）に反乱拠点を中央ポーランドからプロイセン領ポーランドに移すよう説いたが、同意を得られなかった。1794年11月17日、中央ポーランドにおける最後のポーランド反乱部隊がラドシツェ（Radoszyce）でロシア軍に捕らえられた。一方でヴィエルコポルスカでは、12月半ばまでゲリラ戦が展開されていた。靴屋出身ながらワルシャワ蜂起で英雄となりコシチュシュコ軍の大佐となっていたヤン・キリニスキ（Jan Kiliński）は、ヴィエルコポルスカでポーランド反乱軍を再編しようとしたが、彼は間もなくプロイセン軍に捕縛され、ロシアに引き渡された。
反乱終結後、ドンブロフスキはロシア軍・プロイセン軍双方から勧誘されたが、これを断り海外亡命を選んだ。彼はフランスのナポレオンの元でポーランド軍団を組織し、ナポレオン戦争で活躍した。ニェモイェフスキもナポレオン軍に投じ、准将まで昇進した。